# Paul Mokeski
Paul Keen Mokeski (Spokane, 3 gennaio 1957) è un ex cestista, allenatore di pallacanestro e dirigente sportivo statunitense, professionista nella NBA.

## Carriera
Mokeski venne selezionato dagli Houston Rockets al secondo giro del Draft NBA 1979 (42ª scelta assoluta). Vi giocò per quasi due stagioni, dopo di che militò nei Detroit Pistons (1980-1982) e i Cleveland Cavaliers (1982). Nel 1983 passò ai Milwaukee Bucks, con cui rimase per sei stagioni, raggiungendo diverse volte i playoff. Durante quelli del 1984 tenne una media 6,1 punti, il suo massimo nella post-season, e 5,5 rimbalzi in 20 minuti giocati a partita. Il 28 marzo 1985 Mokeski segnò un record in carriera di 21 punti, assieme a 7 rimbalzi, nella vittoria 121–116 sui New York Knicks. Dopo 438 partite disputate con i Bucks, fece ritorno per due stagioni con i Cavaliers. Chiuse la carriera nella NBA nel 1991 con i Golden State Warriors e passò le sue ultime due stagioni con i Quad City Thunder della CBA. In seguito divenne allenatore, lavorando anche nella NBA come vice ai Dallas Mavericks (2001-2006) e agli Charlotte Bobcats (2007-2009).